# Nazionale maschile di pallavolo della Finlandia
La nazionale maschile di pallavolo della Finlandia è una squadra europea composta dai migliori giocatori di pallavolo della Finlandia ed è posta sotto l'egida della Federazione pallavolistica della Finlandia.

## Rosa
Segue la rosa dei giocatori convocati per l'European Golden League 2024.
| N° | Nome              | Ruolo | Data di nascita  | Squadra           |
| -- | ----------------- | ----- | ---------------- | ----------------- |
| 1  | Antti Ronkainen   | S     | 11 agosto 1996   | Plessis-Robinson  |
| 2  | Fedor Ivanov      | P     | 1º dicembre 2000 | Giesen            |
| 5  | Alexej Zhbankov   | C     | 18 luglio 2003   | Raision Loimu     |
| 6  | Petteri Tyynismaa | C     | 5 agosto 2003    | Akaa              |
| 7  | Niko Suihkonen    | S     | 11 aprile 1999   | Chaumont          |
| 8  | Voitto Köykkä     | L     | 9 luglio 1999    | Trefl Gdańsk      |
| 9  | Santeri Välimaa   | P     | 11 gennaio 2001  | Hurrikaani-Loimaa |
| 10 | Luka Marttila     | S     | 30 giugno 2003   | Montpellier       |
| 11 | Miika Haapaniemi  | C     | 6 febbraio 2004  | Hurrikaani-Loimaa |
| 12 | Aaro Nikula       | O     | 23 marzo 1999    | Arcada Galați     |
| 13 | Joonas Jokela     | O     | 12 dicembre 1998 | Savo              |
| 14 | Jere Heiskanen    | S     | 27 luglio 2000   | Akaa              |
| 17 | Severi Savonsalmi | C     | 21 agosto 2000   | Friedrichshafen   |
| 19 | Niklas Breilin    | L     | 8 settembre 1999 | Giesen            |

## Risultati

### Competizioni FIVB
| 1949 | non qualificata | -            |
| 1952 | 11º posto       | Convocazioni |
| 1956 | non qualificata | -            |
| 1960 | non qualificata | -            |
| 1962 | 18º posto       | Convocazioni |
| 1966 | 19º posto       | Convocazioni |
| 1970 | 29º posto       | Convocazioni |
| 1974 | non qualificata | -            |
| 1978 | 17º posto       | Convocazioni |
| 1982 | 17º posto       | Convocazioni |
| 1986 | non qualificata | -            |
| 1990 | non qualificata | -            |
| 1994 | non qualificata | -            |
| 1998 | non qualificata | -            |
| 2002 | non qualificata | -            |
| 2006 | non qualificata | -            |
| 2010 | non qualificata | -            |
| 2014 | 9º posto        | Convocazioni |
| 2018 | 16º posto       | Convocazioni |

| 1965 | non qualificata | -            |
| 1969 | non qualificata | -            |
| 1977 | non qualificata | -            |
| 1981 | non qualificata | -            |
| 1985 | non qualificata | -            |
| 1989 | non qualificata | -            |
| 1991 | non qualificata | -            |
| 1995 | non qualificata | -            |
| 1999 | non qualificata | -            |
| 2003 | non qualificata | -            |
| 2007 | non qualificata | -            |
| 2011 | non qualificata | -            |
| 2015 | non qualificata | -            |
| 2019 | non qualificata | -            |
| 2023 | 6º posto        | Convocazioni |

### Competizioni CEV
| 1948 | non qualificata | -            |
| 1950 | non qualificata | -            |
| 1951 | non qualificata | -            |
| 1955 | 11º posto       | Convocazioni |
| 1958 | 14º posto       | Convocazioni |
| 1963 | 11º posto       | Convocazioni |
| 1967 | non qualificata | -            |
| 1971 | 13º posto       | Convocazioni |
| 1975 | non qualificata | -            |
| 1977 | 11º posto       | Convocazioni |
| 1979 | non qualificata | -            |
| 1981 | 9º posto        | Convocazioni |
| 1983 | 7º posto        | Convocazioni |
| 1985 | non qualificata | -            |
| 1987 | non qualificata | -            |
| 1989 | non qualificata | -            |
| 1991 | 8º posto        | Convocazioni |
| 1993 | 9º posto        | Convocazioni |
| 1995 | non qualificata | -            |
| 1997 | 11º posto       | Convocazioni |
| 1999 | non qualificata | -            |
| 2001 | non qualificata | -            |
| 2003 | non qualificata | -            |
| 2005 | non qualificata | -            |
| 2007 | 4º posto        | Convocazioni |
| 2009 | 12º posto       | Convocazioni |
| 2011 | 8º posto        | Convocazioni |
| 2013 | 8º posto        | Convocazioni |
| 2015 | 12º posto       | Convocazioni |
| 2017 | 12º posto       | Convocazioni |
| 2019 | 14º posto       | Convocazioni |
| 2021 | 12º posto       | Convocazioni |
| 2023 | 18º posto       | Convocazioni |

| 2004 | 6º posto        | Convocazioni |
| 2005 | 2º posto        | Convocazioni |
| 2006 | non qualificata | -            |
| 2007 | non qualificata | -            |
| 2008 | non qualificata | -            |
| 2009 | non qualificata | -            |
| 2010 | non qualificata | -            |
| 2011 | non qualificata | -            |
| 2012 | non qualificata | -            |
| 2013 | non qualificata | -            |
| 2014 | non qualificata | -            |
| 2015 | non qualificata | -            |
| 2016 | non qualificata | -            |
| 2017 | non qualificata | -            |
| 2018 | 7º posto        | Convocazioni |
| 2019 | 11º posto       | Convocazioni |
| 2021 | non qualificata | -            |
| 2022 | non qualificata | -            |
| 2023 | 6º posto        | Convocazioni |
| 2024 | 7º posto        | Convocazioni |
| 2025 | 1º posto        | Convocazioni |

| 2018 | non qualificata | -            |
| 2019 | 1º posto        | Convocazioni |
| 2021 | non qualificata | -            |
| 2022 | 2º posto        | Convocazioni |
| 2023 | non qualificata | -            |
| 2024 | non qualificata | -            |
| 2025 | non qualificata | -            |

### Competizioni zonali
| 2015 | 9º posto | Convocazioni |

### Competizioni estinte
| 1990 | non qualificata | -            |
| 1991 | non qualificata | -            |
| 1992 | non qualificata | -            |
| 1993 | 12º posto       | Convocazioni |
| 1994 | non qualificata | -            |
| 1995 | non qualificata | -            |
| 1996 | non qualificata | -            |
| 1997 | non qualificata | -            |
| 1998 | non qualificata | -            |
| 1999 | non qualificata | -            |
| 2000 | non qualificata | -            |
| 2001 | non qualificata | -            |
| 2002 | non qualificata | -            |
| 2003 | non qualificata | -            |
| 2004 | non qualificata | -            |
| 2005 | non qualificata | -            |
| 2006 | 10º posto       | Convocazioni |
| 2007 | 7º posto        | Convocazioni |
| 2008 | 10º posto       | Convocazioni |
| 2009 | 8º posto        | Convocazioni |
| 2010 | 13º posto       | Convocazioni |
| 2011 | 10º posto       | Convocazioni |
| 2012 | 13º posto       | Convocazioni |
| 2013 | 16º posto       | Convocazioni |
| 2014 | 16º posto       | Convocazioni |
| 2015 | 15º posto       | Convocazioni |
| 2016 | 17º posto       | Convocazioni |
| 2017 | 21º posto       | Convocazioni |